# NGC 4386
NGC 4386 is een lensvormig sterrenstelsel in het sterrenbeeld Draak. Het hemelobject ligt 88 miljoen lichtjaar van de Aarde verwijderd en werd op 10 december 1797 ontdekt door de Duits-Britse astronoom William Herschel.

## Synoniemen
- UGC 7491
- MCG 13-9-27
- ZWG 352.33
- PGC 40378